# Andreas Steinhübel
Andreas Steinhübel (* 1970) ist ein deutscher Psychologe und Fachbuchautor.
Nach dem Abitur studierte Steinhübel an der Universität Osnabrück Psychologie mit den Schwerpunkten Arbeits- und Organisationspsychologie und Klinische Psychologie. Im Nebenfach widmete er sich dem Arbeitsrecht. Nach einem Internship bei Volkswagen of America gründete Andreas Steinhübel zunächst mit sechs Kollegen 1995 die T.O.B.-Organisationsberatung, 1997 mit Stefan Meinsen die Meinsen&Steinhübel Organisationsberatung. Seit 2007 ist er Inhaber des Unternehmens Steinhübel Coaching.
Seit 2002 bildet Andreas Steinhübel in Kooperation mit Christopher Rauen Coaches aus.
Er ist verheiratet, hat zwei Kinder und lebt in Osnabrück.

## Publikationen
- Steinhübel, A. (2010). Führen in der Sandwichposition: Chancen erkennen und den Überblick behalten. Berlin: Cornelsen Verlag Scriptor
- Steinhübel, A. (2009). Innovationsmanagement. In S. Rietmann & G. Hensen (Hrsg.), Werkstattbuch Familienzentren – Methoden für die erfolgreiche Praxis. VS Verlag
- Steinhübel, A. (2009). Dieser Zirkus. In C. Rauen (Hrsg.), Coaching-Tools II. Bonn: ManagerSeminare
- Steinhübel, A. (2008). Gegenwind. In C. Rauen (Hrsg.), Coaching-Tools: Erfolgreiche Coaches präsentieren 60 Interventionstechniken aus ihrer Coaching-Praxis. Bonn: ManagerSeminare
- Steinhübel, A. & Offermanns, M. (2006). Coachingwissen für Personalverantwortliche. Campus Verlag
- Steinhübel, A. (2005). Systemisches Coaching. In A. v. Schlippe & H. Schindler (Hrsg.), Anwendungsfelder systemischer Praxis. Ein Handbuch. Dortmund: Borgmann.
- Offermanns, M. & Steinhübel, A. (2003). Coaching als ergänzendes Instrument zur Personalentwicklung. In K.-C. Hamborg & H. Holling (Hrsg.), Innovative Personal- und Organisationsentwicklung. Göttingen: Hogrefe